# IFK Luleå
IFK Luleå is een Zweedse voetbalclub uit Luleå, een stad in de noordelijke provincie Norrbottens län. De club werd in 1900 opgericht en speelt haar thuiswedstrijden in het Skogsvallen. De kleuren van de voetbalvereniging zijn blauw-wit.

## Geschiedenis

### Competitie
In 1971 speelde de club voor één seizoen in de Allsvenskan. Daarmee werd het de noordelijkst spelende voetbalclub ooit in de Allsvenskan. Dat geldt tot op de dag vandaag. IFK werd dat seizoen samen met IF Elfsborg laatste. Daarna kon de club nooit meer naar de hoogste klasse terugkeren. 
Tot en met de eeuwwisseling speelde IFK Luleå langere tijd in de Superettan op het tweede niveau. In 1999 werd men vanwege financiële problemen teruggezet naar de vierde klasse. Na twee seizoenen volgde promotie.
Terug in de derde klasse, de toenmalige Division 2, behaalde men in 2001 meteen de eerste plaats in de eindrangschikking, maar in de play-offs voor promotie strandde IFK Luleå over twee wedstrijden tegen Brommapojkarna, waardoor het promotie misliep naar de Superettan. Sindsdien speelde IFK Luleå afwisselend op het derde en vierde Zweedse voetbalniveau, in het huidige voetbalsysteem zijn dat de Ettan en de Division 2.

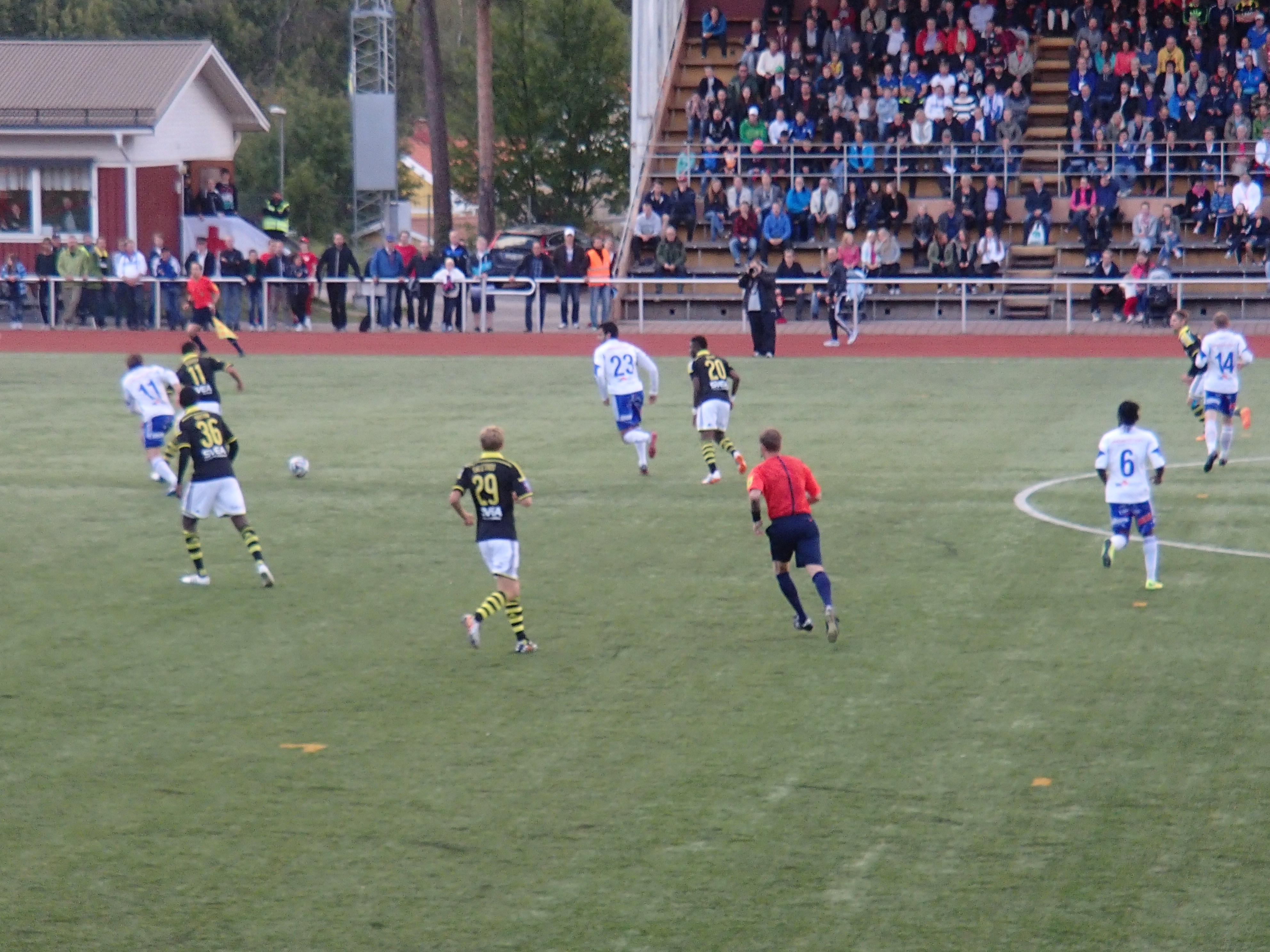
Bekerwedstrijd van IFK Luleå tegen AIK Solna.

In 2014 sprak de club de ambitie uit om opnieuw de Superettan te bereiken. In plaats van die ambitie te kunnen realiseren, degradeerden de blauw-witten in het seizoen 2017 naar de Division 2. In het eerste seizoen kon IFK Luleå de verwachtingen niet waarmaken, maar in het tweede seizoen kon de vereniging terug de stap maken naar de Ettan. Na enkele jaren degradeerde de club terug naar het vierde niveau van Zweden.

### Beker
In de Zweedse voetbalbeker speelde IFK Luleå het afgelopen decennium twee keer tegen een Zweedse topclub. In 2016 kwam in de tweede ronde AIK op bezoek in het hoge noorden en won met 0-2. Drie jaar later was het Hammarby IF die in de tweede bekerronde met 1-3 won van IFK Luleå.

## Rivaliteit
De aartsrivaal van IFK Luleå is Bodens BK, dat tevens uit de provincie Norrbottens län komt. 
De wedstrijden tegen andere ploegen uit het landsdeel Norrland worden bestempeld als een derby (Norrlandsderbyt), ook al zijn de afstanden in het noorden van Zweden groot.